# اچ‌ام‌اس هرمس (۱۸۹۸)
اچ‌ام‌اس هرمس (۱۸۹۸) (به انگلیسی: HMS Hermes (1898)) یک زیردریایی بود که طول آن ۳۵۰ فوت (۱۱۰ متر) بود. این زیردریایی در سال ۱۸۹۸ ساخته شد.